# 大新福德祠
24°05′58″N 120°40′41″E / 24.099533°N 120.678074°E
大新福德祠，位於臺灣臺中市大里區新里里，原是大里老街的土地祠，因大新路拓寬而遷至大新圖書館旁。

## 信仰
大里杙老街的範圍是從大新福德祠經大里杙福興宮，再往南到街尾的大里倒栽榕。其中的大新福德祠，據當地新里里長何世琦表示，有超過百年歷史，是附近一帶信仰中心。
大新福德祠因正對公所及市民代表會，被地方民眾認為是兩公家單位的守護神。如2013年就有一名姜姓公務員為還願，委請里長代購500份愛心便當，在此廟分10天發送給鄰近的遊民與低收入戶。

## 遷移

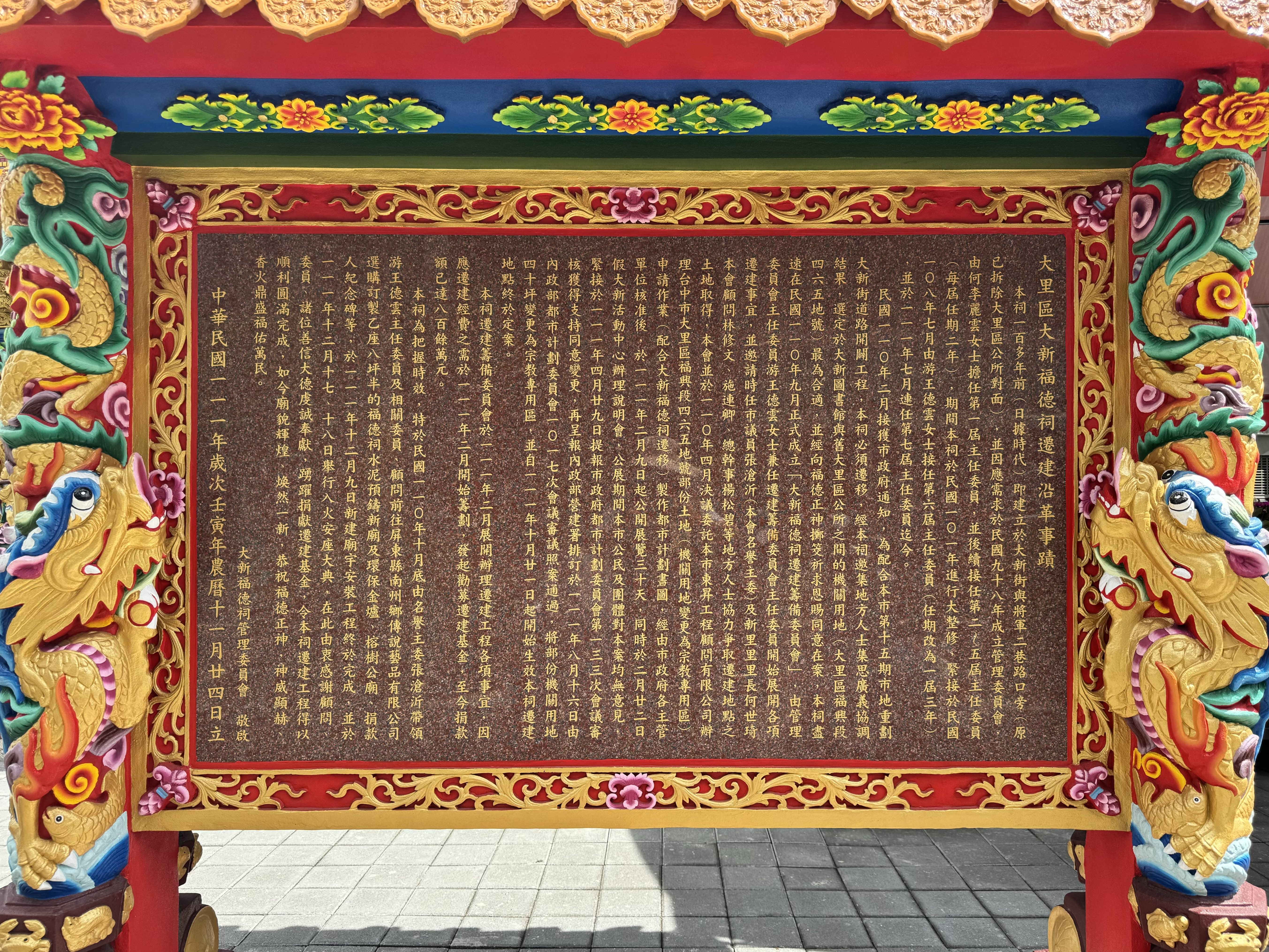
大新福德祠遷建沿革

傳說在興建大里市公所辦公廳舍時，未經過對面的大新福德宮土地神的同意，因此動工時地下水一直不斷湧出、兵役課並先後有兩人病故身亡。另一傳說是1978年大新街拓寬時，公所原想遷移此廟和後面的榕樹，但協助的人從樹上摔傷，公所因而放棄拆除。
之後，臺中市第15期重劃計畫中，計畫將大新路從7公尺拓寬到15公尺，就需大新福德祠配合遷移。2020年2月12日，市議員李天生表示，此案還需要辦理都市計畫個案變更，他將全力促成。經市議員蘇柏興協助，台中市政府決定將大新圖書館旁約50坪的土地地目從機關用地變更為宗教用地，以作為大新福德祠的遷廟處。2022年2月9日市府公告公開展覽變更都市計畫草案；2月22日於大里區大新活動中心禮堂舉行說明會；4月29台中市都市計畫委員會通過。地目變更後，廟方斥資近新台幣300萬，購買預鑄的新廟身和環保金爐，於2022年12月17日入火安座。廟宇遷移後，大新街於2024年4月17日開始拓寬。

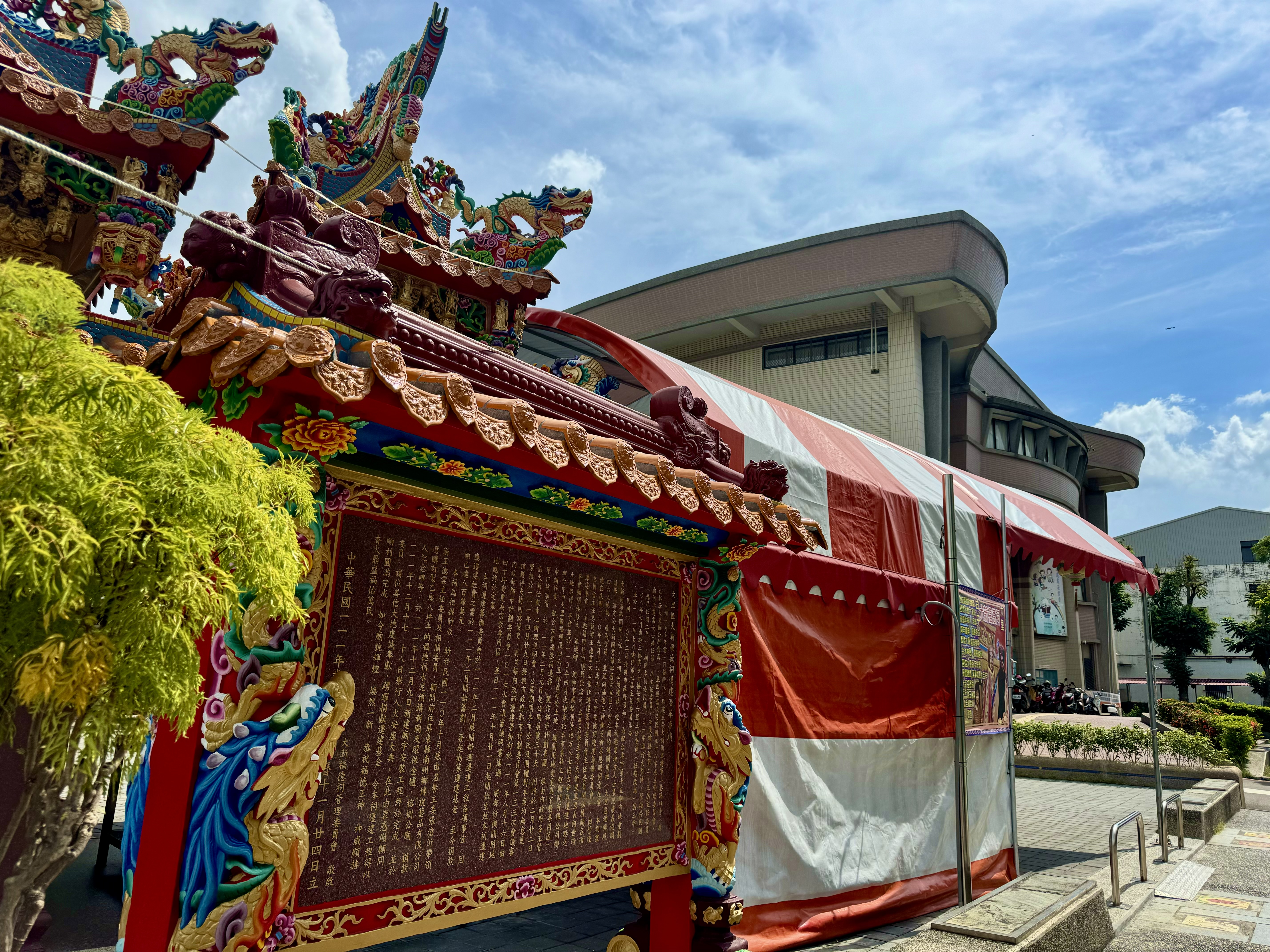
大新福德祠與大新圖書館